# Michael Rzehaczek
Michael Rzehaczek (* 17. Januar 1967 in Recklinghausen) ist ein ehemaliger deutscher Fußballspieler.

## Karriere
Der Mittelfeldspieler absolvierte für den VfL Bochum von 1987 bis 1993 insgesamt 139 Bundesliga-Spiele, in denen „Ratschi“, wie er auch genannt wurde, insgesamt 16 Tore erzielte.
Viele Knieverletzungen beendeten die Karriere des hochveranlagten Mittelfeldspielers jedoch vorzeitig.